# Aeroportul Internațional Shanghai Hongqiao
Aeroportul Internațional Shanghai Hongqiao (IATA: SHA, ICAO: ZSSS) este un aeroport din Districtul Changning, Shanghai, Republica Populară Chineză ce deservește zona Shanghai. Aeroportul a fost tranzitat în 2023 de 42.492.745 de pasageri. A fost numit după zona deservită.
Situat la o altitudine de 3 m, aeroportul dispune de 2 piste.

## Infrastructură

### Piste
Aeroportul dispune de 2 piste. Pista 18L/36R are suprafața de asfalt și dimensiunile 3.200 m × 45 m. Pista 18R/36L are suprafața de asfalt și dimensiunile 2.700 m × 60 m. 